# St. Johannes Baptist (Harzgerode)

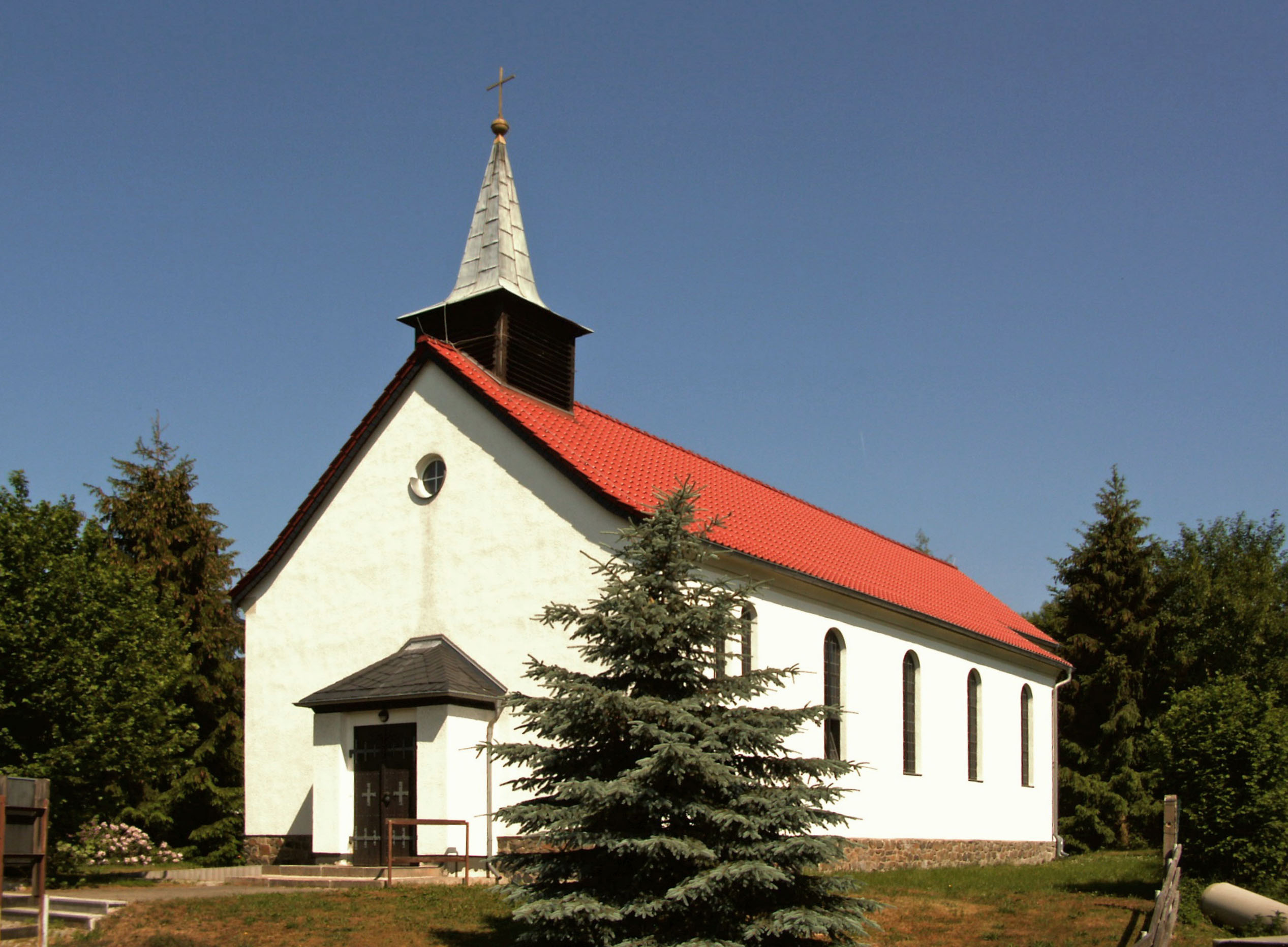
Ansicht von Südosten

Die Kirche St. Johannes Baptist ist die ehemalige, 2022 profanierte katholische Kirche in Harzgerode, einer Stadt im Landkreis Harz in Sachsen-Anhalt. Die nach dem heiligen Johannes dem Täufer benannte Kirche gehörte zur Pfarrei St. Elisabeth mit Sitz in Ballenstedt, im Dekanat Halberstadt des Bistums Magdeburg.

## Geschichte
Durch die Reformation im 16. Jahrhundert wurden die Bevölkerung und die Kirche von Harzgerode protestantisch.
Katholiken, die sich wieder in Harzgerode niedergelassen hatten, gehörten von 1926 an zur Pfarrvikarie Ballenstedt. Ab 1937 hielt der Pfarrvikar von Ballenstedt in Harzgerode katholischen Religionsunterricht. Eine eigene Immobilie konnte die Kirche damals in Harzgerode noch nicht erwerben. Im September 1939 wurden im Zuge der Saar-Offensive Bewohner aus dem Saarland in das Innere des Reichsgebiets evakuiert. Infolgedessen kamen vorübergehend weitere Katholiken aus dem Bistum Trier nach Harzgerode. Nun fand in Harzgerode gelegentlich katholischer Gottesdienst in der evangelischen Marienkirche statt. Ab Herbst 1944 folgten Evakuierte aus dem Rheinland, mit ihnen kamen auch zwei katholische Priester nach Harzgerode. Im Mai 1945 zogen die Rheinländer wieder in ihre Heimat zurück.
1945 kamen im Zuge der Flucht und Vertreibung Deutscher aus Mittel- und Osteuropa wieder eine große Anzahl Katholiken nach Harzgerode. Für sie ernannte das Erzbischöfliche Kommissariat Magdeburg Pater Wilhelm Zylka SJ zum Vikar von Ballenstedt mit Sitz in Harzgerode. Mit dieser zum 15. November 1945 erfolgten Ernennung wurde die katholische Kirchengemeinde Harzgerode gegründet. Zum 1. November 1947 erfolgte die Erhebung der Kirchengemeinde Harzgerode zur Kuratie. Die Kuratie gehörte zunächst zur Pfarrei Güsten, da die nähergelegene Kirchengemeinde Ballenstedt noch nicht den Status einer Pfarrei hatte. Güsten gehörte damals ebenso wie Harzgerode zu Anhalt. Die nähergelegene Pfarrei Aschersleben dagegen gehörte zur Preußischen Provinz Sachsen. Erst mit der Gründung der Pfarrei Ballenstedt am 1. Juni 1948 kam die Kuratie Harzgerode zu dieser.
1949 bezog Wilhelm Lütkemeyer, der inzwischen der Kuratus von Harzgerode war, das Haus Weißer Garten 11, in dem er auch eine katholische Kapelle einrichtete. Noch im gleichen Jahr erwarb er das Grundstück Alexisbader Weg 6 zum Bau der Kirche und eines Pfarrhauses. Am 28. Juli 1952 startete der Kirchbau. Am 4. Oktober 1953 erfolgte die Konsekration der Kirche durch Friedrich Maria Rintelen, den in Magdeburg residierenden Weihbischof des Erzbistums Paderborn, zu dem Harzgerode damals gehörte. Die Kirche bekam das Patrozinium des im 16. Jahrhundert untergegangenen Klosters Hagenrode, das weniger als zwei Kilometer von der Kirche entfernt lag.
1954 übernahm der aus Breslau in Niederschlesien stammende Priester Gerhard Wagner die Kuratie Harzgerode, der die meist ebenfalls aus ihrer Heimat vertriebenen Gemeindemitglieder viele Jahre lang seelsorglich betreute. 1955/56 folgte der Bau des Pfarrhauses. Zum 1. April 1957 wurde die Kuratie Harzgerode zur Filialkirchengemeinde (Pfarrvikarie) mit eigener Vermögensverwaltung erhoben, Gerhard Wagner wurde ihr erster Pfarrvikar.
1970 trat Gerhard Wagner in den Ruhestand. Sein Nachfolger wurde Hermann Josef Feldmann, dem noch im gleichen Jahr Peter Zülicke als Pfarrvikar in Harzgerode folgte. In den 1970er Jahren wurde der Altarraum nach der Liturgiereform des Zweiten Vatikanischen Konzils umgestaltet. 1977 folgte auf Peter Zülicke Pfarrvikar Hubert Pietrzok, der bis 1985 in Harzgerode blieb. 1978 gehörten zur Pfarrvikarie Harzgerode rund 760 Katholiken.
Am 1. Juli 2006 wurde aus der Pfarrei St. Elisabeth in Ballenstedt und der Pfarrvikarie St. Johannes Baptist in Harzgerode der Gemeindeverbund Ballenstedt – Gernrode – Harzgerode errichtet. Damals gehörten nur noch rund 300 Katholiken zur Pfarrvikarie Harzgerode. Am 28. November 2010, dem 1. Advent, entstand aus dem Gemeindeverbund die heutige Pfarrei Elisabeth mit Sitz in Ballenstedt, die Pfarrvikarie St. Johannes Baptist in Harzgerode wurde in diesem Zusammenhang aufgelöst.
Per Dekret vom 3. Mai 2022 wurde die Kirche mit dem letzten Gottesdienst am 23. Juni 2022 profaniert. 2024 wurde die Kirche an ein junges Paar verkauft, das sie zum Wohnhaus umbauen möchte.

## Architektur und Ausstattung

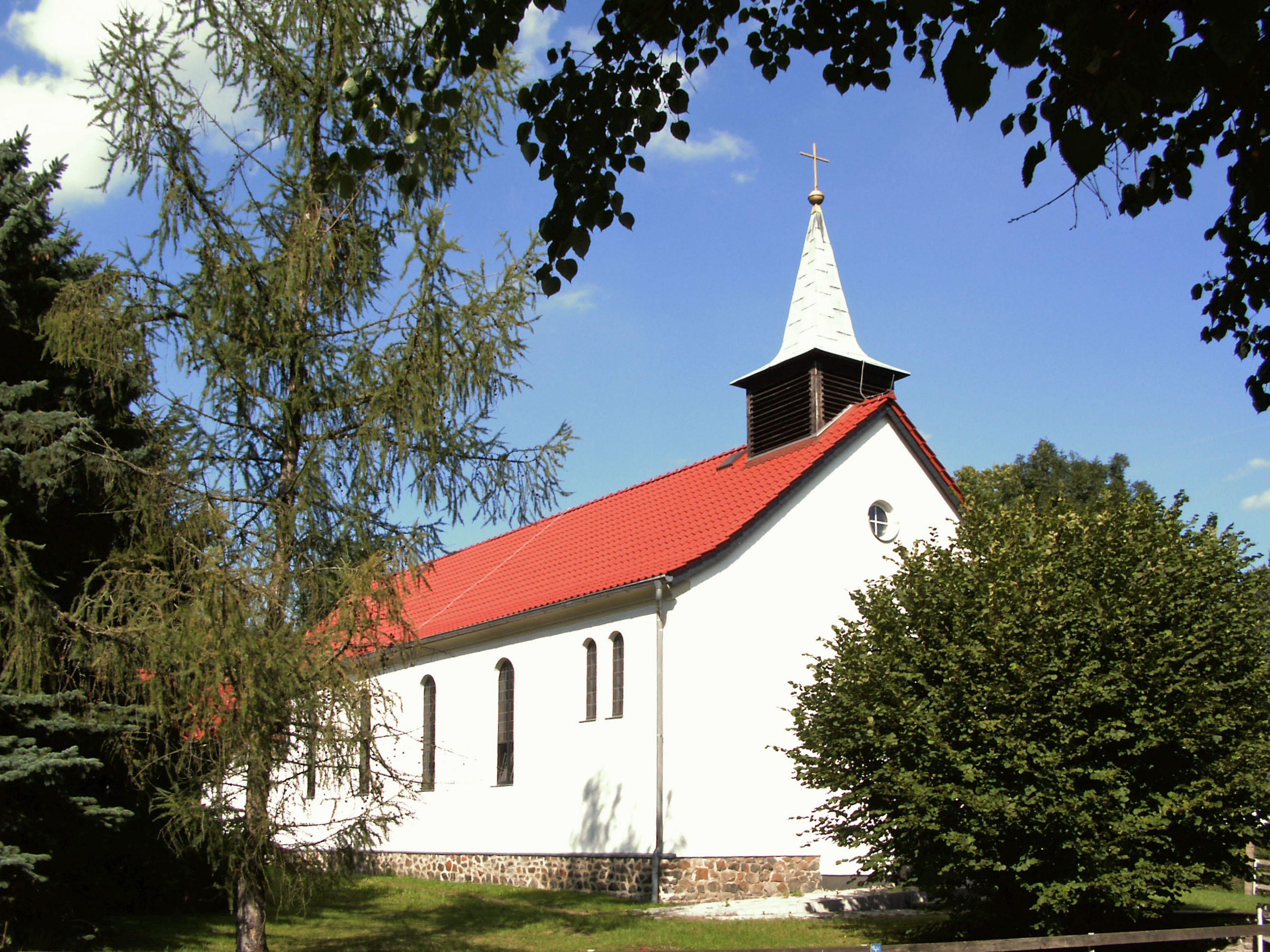
Ansicht von Südwesten

Das Kirchengebäude steht auf dem Grundstück Alexisbader Straße 6. Architekt der Kirche war Hermann Lippsmeier aus Magdeburg, der auch die Heilig-Kreuz-Kirche in Calvörde, St. Andreas in Magdeburg, St. Marien in Groß Rosenburg und die St.-Benedikt-Kirche in Eichenbarleben entworfen hatte.
Die Saalkirche ist als Putzbau auf Bruchsteinsockel ausgeführt und mit einem Satteldach eingedeckt. Der vierseitige Dachreiter wird von einer Spitze mit Kugel und Kreuz bekrönt. Das Langhaus wird an den Längsseiten durch je vier hohe Fenster mit Halbrundbögen sowie durch je zwei paarig angeordnete kleine Halbrundbogenfenster belichtet. Das Gotteshaus wird durch ein rechteckiges Portal an der Südseite erschlossen, über dem ein Oculus eingelassen ist. Die Nordseite ist fensterlos.
Der Innenraum wird von einer hölzernen Flachdecke abgeschlossen. Der Altarraum wird von einem Hängekreuz dominiert. Die Strahlenkranz-Madonna und die vier Heiligenstatuen stammen aus der evangelischen Kirche in Ulzigerode, sie wurden in den 1970er Jahren angekauft und restauriert.
Ein Gemeindesaal, der zwischen der Kirche und dem Pfarrhaus eingefügt war und im Zusammenhang mit dem Kirchbau errichtet wurde, besteht nicht mehr.
Weitere katholische Einrichtungen in Harzgerode sind die vom Malteser Hilfsdienst getragene Rettungswache und die Begegnungsstätte für soziale Vereine und Einrichtungen.